# Tractat d'Apamea
El Tractat d'Apamea del 188 aC, va ser un tractat de pau entre la República Romana i Antíoc III (el Gran), governant de l'Imperi Selèucida que va servir per tancar la Guerra Romano-Síria. Es va dur a terme després de les victòries dels romans a la Batalla de les Termòpiles (el 191 aC), a la batalla de Magnèsia (el 190 aC), i després de les victòries navals de Roma i Rodes enfront de la marina selèucida.
En aquest tractat, segons Apià, Antíoc III havia d'abandonar Europa per complet i tot Àsia a l'oest del Taure, havia de renunciar a tots els elefants que tingués, i només hauria de tenir dotze navilis de guerra per tal de mantenir els seus súbdits sota control, però en podria tenir més si era atacat. No hauria de reclutar mercenaris de territori romà ni hostatjar fugitius d'aquesta. Antíoc va haver de donar vint ostatges, als quals el cònsol va seleccionar, els ostatges havien de canviar cada tres anys, llevat del fill d'Antíoc. Per al futur, es mantindria sense elefants i pagaria pel cost de la guerra actual, de la seva butxaca, 500 talents eubeus al moment i 2.500 més quan el Senat ratifiqués el tractat; i 12.000 més durant dotze anys; cada quota anual seria lliurada a Roma. També els lliuraria tots els presoners i desertors, i a Èumenes el que quedés de les possessions que va adquirir pel seu acord amb Àtal, pare d'Eumenes. Si Antíoc acceptava aquestes condicions sense engany, els romans li concedirien la pau i l'amistat amb subjecció a la ratificació pel Senat.
Roma va donar el control d'una gran part d'Anatòlia a Pèrgam, l'aliat romà a les batalles i governat pels atàlides. Antíoc va mantenir les regions anatòliques de Pamfília i Cilícia. Els reis hel·lenístics generalment acceptaven, per totes les seves vides, tot tractat que haguessin signat, per motius d'honor. D'altra banda els seus hereus no se sentia moralment obligats a acceptar els tractats signats pels seus predecessors. Les condicions navals d'aquest tractat semblen haver caigut en desús, però les altres condicions es mantingueren.
El tractat es va formalitzar a Apamea de Frígia. Es va permetre als romans d'expandir la seva hegemonia política cap al Mediterrani oriental. Però en aquell moment el poder romà seguia sent indirecte. Roma depenia de la seva capacitat d'aliar-se amb poders de segon rang.